# TT219
La tombe thébaine TT 219 est située à Deir el-Médineh, dans la nécropole thébaine, sur la rive ouest du Nil, face à Louxor en Égypte.
C'est la sépulture de Nebenmaât, artisan du village de Deir el-Médineh durant l'époque ramesside ; elle est intégrée dans un complexe funéraire familial où Amennakht, son fils Nebenmaât et son petit-fils Khaemter disposent de trois caveaux bénéficiant de parties communes et de trois chapelles de surface contiguës (tombes thébaines 218, 219 et 220). Elle fut découverte en 1928 par l'égyptologue français Bernard Bruyère.
Les peintures murales du caveau se rattachent au style monochrome où domine la couleur dorée.

Décors de la tombe TT219
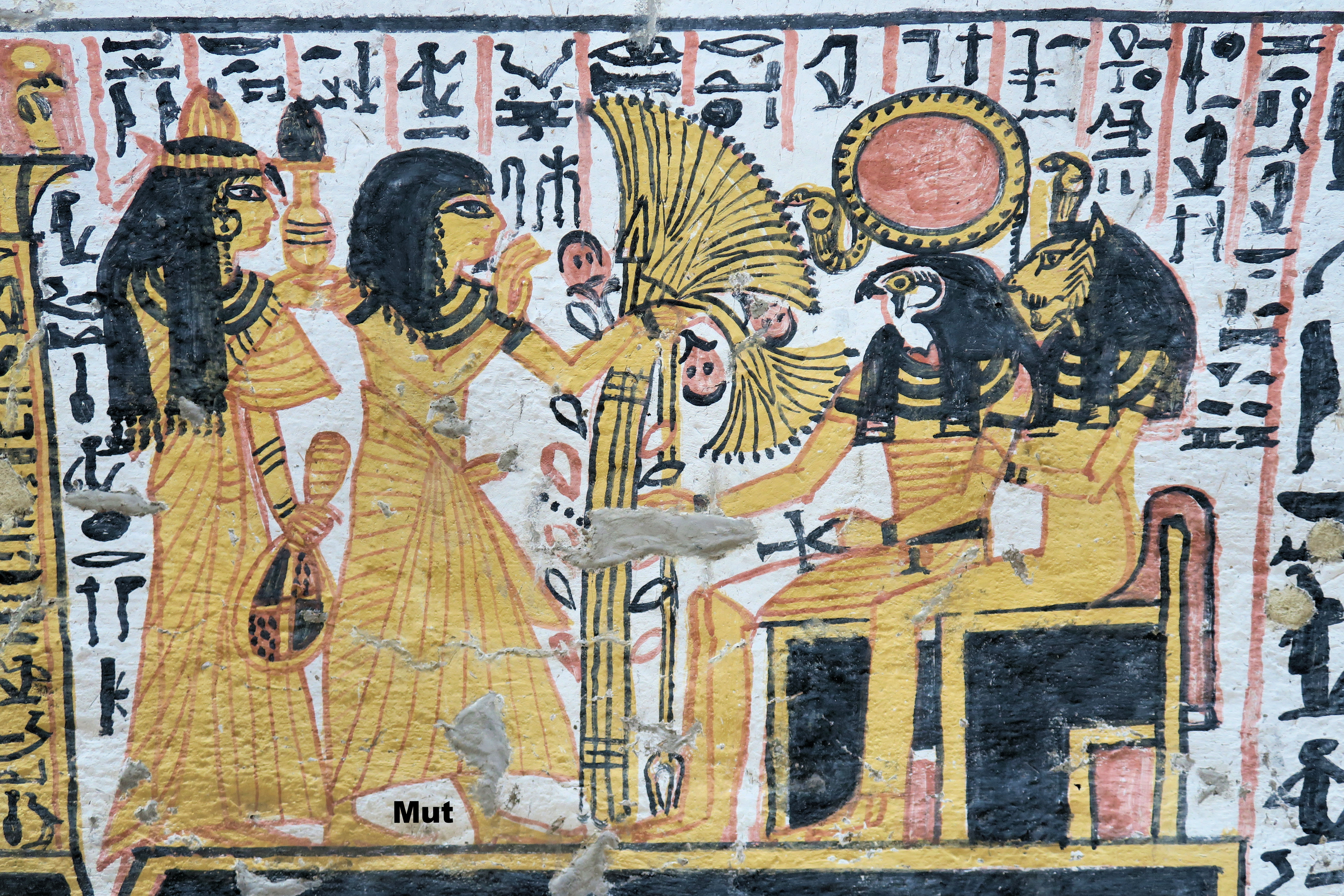
Le fils de Nebenmaat, Wepwautmosi, et sa femme offrent un bouquet de fleurs à Rê et Sekhmet dans l'au-delà.
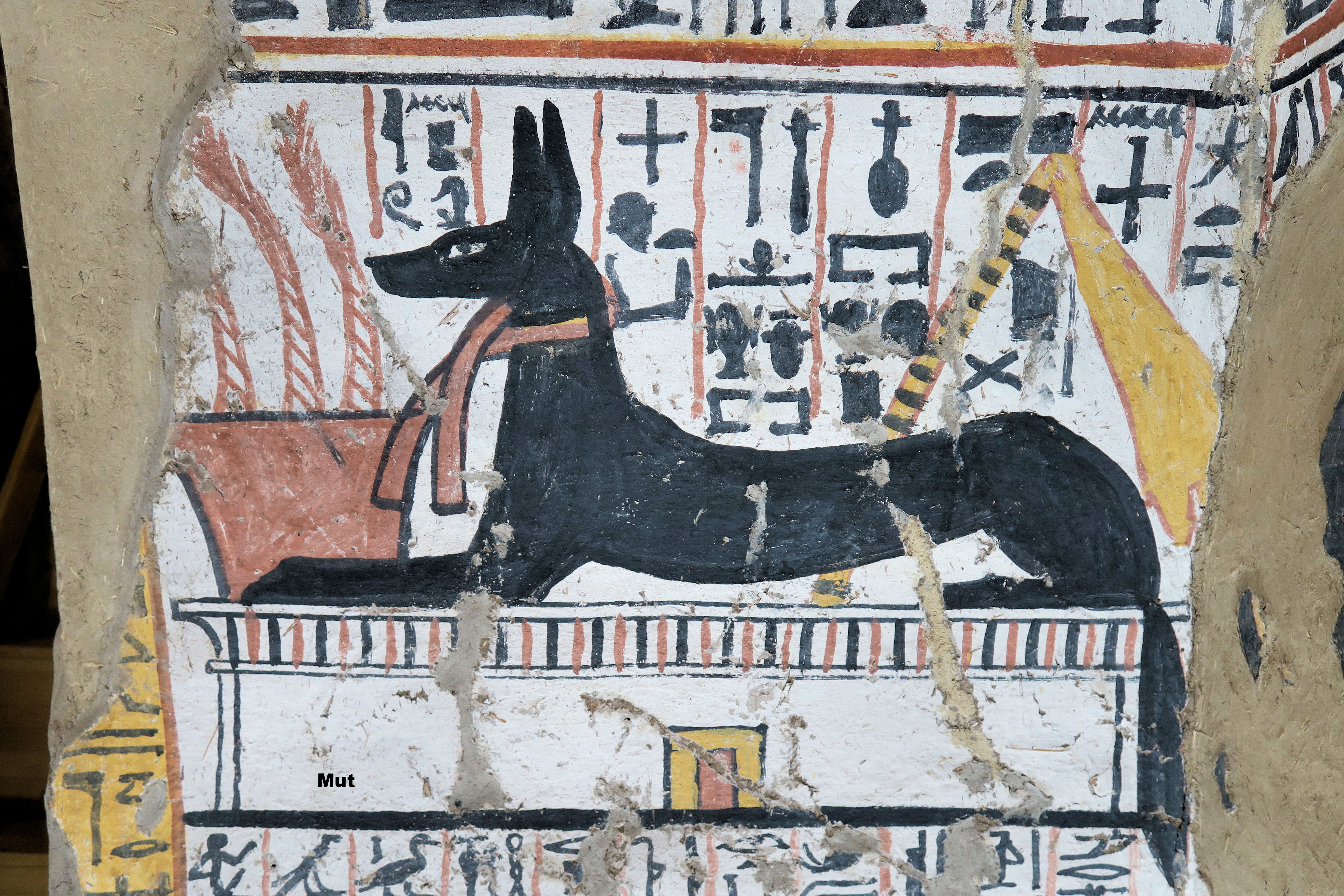
Anubis.